# Pedro Fuentes Barberena
Pedro Fuentes Barberena (1818 - San Juan Bautista, Tabasco, México, 1875) Fue un militar tabasqueño de ascendencia guatemalteca, que participó dentro del ejército liberal tabasqueño durante la Intervención francesa en Tabasco entre 1863 y 1866, tomando parte en diversas batallas entre las que sobresale la Toma de San Juan Bautista a lado de los Coroneles  Gregorio Méndez Magaña, Andrés Sánchez Magallanes, Lino Merino y otros.

## Primeros años
En su juventud, Pedro Fuentes fue cafetalero y más tarde se hizo agricultor, hasta que en 1863 al iniciar la Intervención francesa en Tabasco, se enlistó en el Ejército liberal tabasqueño que comandaba Gregorio Méndez Magaña para colaborar en la defensa del estado.

## Intervención francesa
Después de la victoria tabasqueña obtenida en la Batalla de El Jahuactal el 1 de noviembre de 1863, las fuerzas invasoras francesas, se refugiaron en la capital del estado San Juan Bautista. Gregorio Méndez destinó varios días para organizar y fortalecer su tropa, es aquí cuando Pedro Fuentes y Narciso Sánez se unen al ejército tabasqueño.
El 2 de diciembre se incicia el sitio de la capital del estado por parte del Ejército liberal de Tabasco, Gregorio Méndez diseñó el asalto a la ciudad desde varios puntos a la vez, encomendándole a Pedro Fuentes n sector del ejército que se situó en Mazaltepec, mientras que otras partes del ejército tabasqueño se ubicaban en Pueblo Nuevo de las Raíces, Tierra Colorada, Rivera del Tinto y San Juan Buenavista (hoy Saloya).
A Pedro Fuentes se le recuerda porque el 1 de enero de 1864 durante el sitio y bombardeo de la ciudad por parte de las fuerzas tabaqueñas, salió junto con otros 3 soldados del campamento republicano ubicado en las cercanías de Atasta, y logró introducirse  hasta la iglesia de Esquipulas (hoy parque Morelos), haciendo repicar las campanas, ocasionando serio desconcierto y distracción en los enemigos franceses, consiguiendo con esto que las fuerzas tabasqueñas avanzaran sobre otro sector de la ciudad que había sido dejado desprotegido por los enemigos, para que después de un tiroteo, lograran regresar ilesos.
Para el día 7 de enero, Pedro Fuentes se situaba ya con su tropa en el pueblo de Atasta en las cercanías de la capital tabasqueña.

## Reconocimiento
En reconocimiento a su valiente labor durante la expulsión de las tropas francesas de la capital del estado ocurrida el 27 de febrero de 1864, se le nombró Jefe del día del 27 de al 28 de febrero de ese año, y la Orden general de la Plaza.

## Fallecimiento
Pedro Fuentes falleció en San Juan Bautista, Tabasco, en el año de 1875. En su honor,  varias calles de ciudades tabasqueñas incluida una en la capital del estado llevan su nombre, el cual también está escrito en el Muro de Honor del Estado de Tabasco.